# Caseros (Buenos Aires)
Caseros – miasto w Argentynie, położone w północnej części prowincji Buenos Aires.

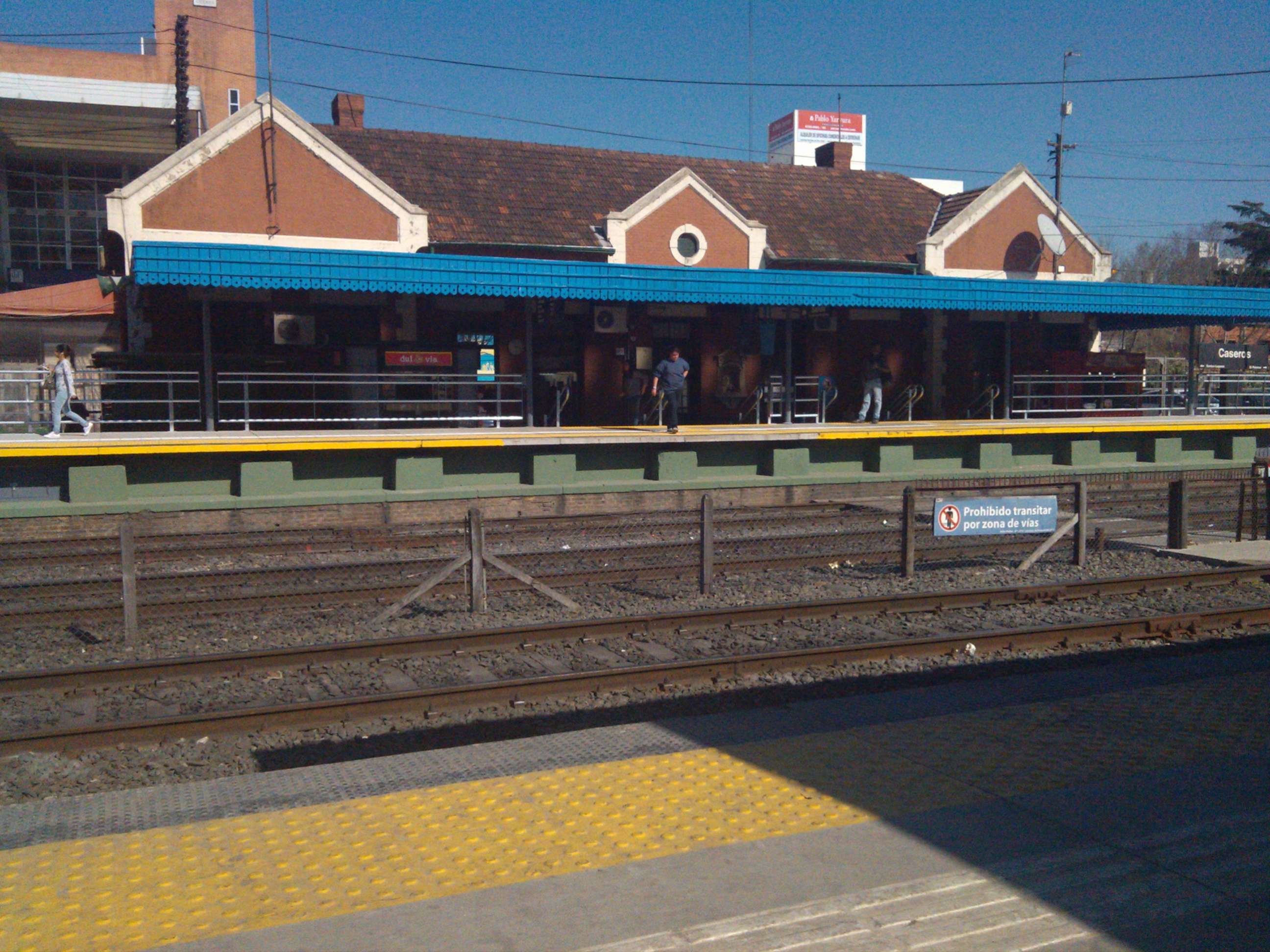
Stacja kolejowa Caseros

## Opis
3 lutego 1852 miało miejsce starcie zbrojne znane jako bitwa pod Monte Caseros w trakcie wojny Argentyny z Urugwajem i Brazylią (1839–1852). W odległości 23 km od miasta, znajduje się aglomeracja i stolica kraju Buenos Aires. Przez miasto przebiega droga krajowa RP201 i linia kolejowa. 

## Demografia
.

## Znani urodzenie w Caseros
- Leopoldo Galtieri -  prezydent Argentyny w latach 1981-1982.